# Kommissionen für Wissenschaft, Bildung und Kultur der Eidgenössischen Räte
Die Kommissionen für Wissenschaft, Bildung und Kultur der Eidgenössischen Räte (WBK) sind Sachbereichskommissionen des schweizerischen Parlaments.  Sowohl der Nationalrat als auch der Ständerat verfügen über eine Kommission für Wissenschaft, Bildung und Kultur. Sie werden mit WBK-N (Kommission für Wissenschaft, Bildung und Kultur des Nationalrats) und WBK-S (Kommission für Wissenschaft, Bildung und Kultur des Ständerats) abgekürzt.

## Aufgaben
Den beiden WBK sind durch die Büros folgende Sachbereiche der Bundespolitik zugewiesen:
- Wissenschaft
- Bildung (Bildungsförderung und -forschung, Aus- und Weiterbildung usw.)
- Forschung, Technologie und Innovation (Forschungs- und Innovationsförderung, Technologiefolgeabschätzung, Forschungsethik, Ressortforschung Landwirtschaft)
- Digitalisierung
- Sprachen und kulturelle Gemeinschaften (Förderung der Mehrsprachigkeit, Verständigung und Austausch, Sprachenfreiheit, ethnische Minderheiten)
- Kultur und Kultureinrichtungen (inkl. Kulturelle Institutionen, Kulturerbe, Kulturgüterschutz und Kulturgütertransfer)
- Sport
- Generation und Gesellschaften
- Kinder und Jugend
- Gleichstellungsfragen
- Tierschutz, Tierwürde und Tierethik (ohne Tierbeiträge und Jagdgesetz)
- Bundesstatistik
- Geldspiele
- Geistiges Eigentum (Patentrecht, Markenschutz, Urheberrecht usw.)
- Lebensmittel (Schutz der Gesundheit) und Gifte

In diesen Sachbereichen haben die WBK folgende Aufgaben (Art. 44 ParlG):
- Sie beraten die ihnen durch das Büro zugewiesenen Geschäfte (insbesondere Entwürfe für Bundesgesetze und Bundesbeschlüsse, parlamentarische Initiativen, Motionen) vor und stellen ihrem Rat dazu Anträge.
- Sie verfolgen die gesellschaftlichen und politischen Entwicklungen, arbeiten bei politischem Bedarf eigene Vorschläge aus (insbesondere parlamentarische Initiativen oder Motionen der Kommission) und unterbreiten diese ihrem Rat.

## Zusammensetzung und Arbeitsweise
Die WBK-N hat 25, die WBK-S 13 Mitglieder, die auf Vorschlag der Fraktionen vom Büro des Rates zu Beginn der Legislaturperiode für eine Amtsperiode von vier Jahren gewählt werden. Ein an der Sitzungsteilnahme verhindertes Kommissionsmitglied kann sich für eine einzelne Sitzung durch ein anderes Ratsmitglied vertreten lassen. Ebenso wählen die Büros den Präsidenten und Vizepräsidenten für eine Amtsperiode von zwei Jahren.
Die WBK sind repräsentative Abordnungen ihres Rates, d. h., ihre Zusammensetzung richtet sich nach der Stärke der Fraktionen im Rat.
Anders als in einer parlamentarischen Demokratie stehen sich in den WBK nicht Regierungsmehrheit und Opposition gegenüber, sondern es bilden sich gemäss der Funktionsweise der schweizerischen Konkordanzdemokratie von Thema zu Thema wechselnde Mehrheiten. Die Stellung der WBK gegenüber der Regierung ist stark, weil die Regierung sich keiner Mehrheit sicher sein kann, sondern eine Mehrheit je nach Thema wieder neu suchen muss und dabei gelegentlich auch scheitert. Die WBK können unabhängig von der Regierung handeln, sind im Rat häufig erfolgreich mit Anträgen auf Änderung von Regierungsvorlagen oder mit eigenen, von der Regierung gelegentlich nicht unterstützten Vorlagen.
Die WBK-N hält in den Zwischenräumen zwischen den vier jährlichen ordentlichen Sessionen in der Regel jeweils zwei zweitägige Sitzungen ab, die WBK-S je eine zwei- und eine eintägige Sitzung. Dazu kommen bei Bedarf kürzere Sitzungen während der Sessionen.
Nach Art. 14 GRN und Art. 11 GRS können die WBK Subkommissionen einsetzen und diese mit einem Auftrag betrauen.